# Максимково (Вологодская область)
Максимково — деревня в Шекснинском районе Вологодской области.
Входит в состав сельского поселения Сиземского, с точки зрения административно-территориального деления — в Сиземский сельсовет.
Расстояние до районного центра Шексны по автодороге — 38 км.
По переписи 2002 года население — 2 человека.